# Asklépion

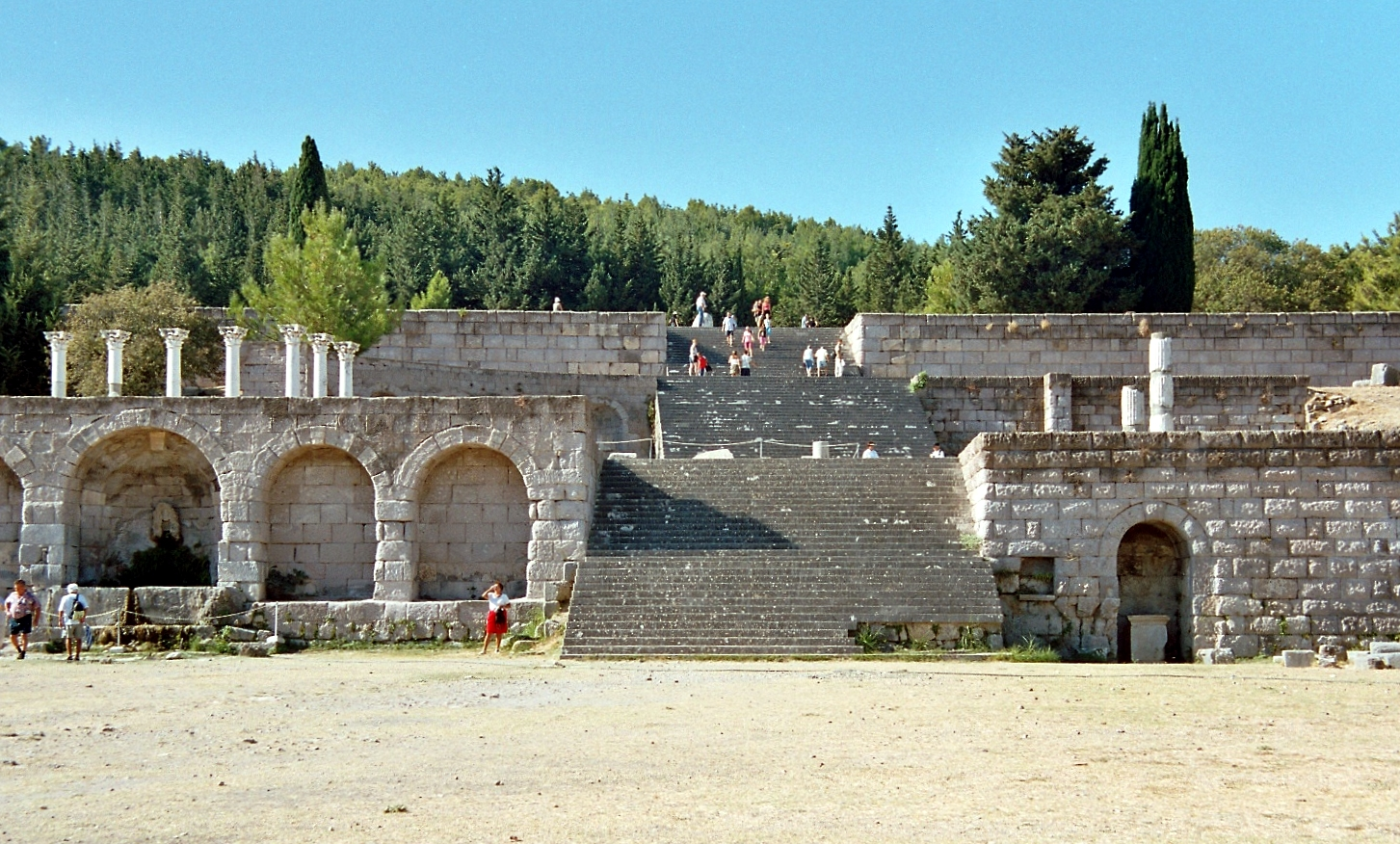
Asklépion na ostrově Kós

Asklépion (řecky Ασκληπιείο, latinsky aesculapīum) byl ve starověkém Řecku léčebný chrám zasvěcený bohu lékařství Asklépiovi. Asklépiea jsou nejstaršími ústavními institucemi. Chrámové léčení spočívalo v sugestivním působení na nemocné. Nemocný, který nereagoval na léčbu, byl z chrámu vykázán.[zdroj⁠?!]
Asklépia se nacházela na několika středomořských lokalitách:
- Asklépion na Kósu
- Asklépion v Epidauru
- Asklépion v Pergamu
- Asklépion v Trikale v Thessálii